# Pregón taurino de la Feria del Corpus de Granada
El Pregón de la Feria taurina del Corpus de Granada es una iniciativa cultural promovida desde el año 2005 por la tertulia taurina Los Tres Juanes de Atarfe (Granada) y que se celebra anualmente antes del inicio de la feria taurina de la capital. El acto, en el que colabora también El Corte Inglés, se celebra en el patio del Ayuntamiento de Granada y sirve de preludio a la celebración de los distintos festejos que se celebran durante la feria.
Anteriormente a 2005, la encargada de organizar el pregón era la delegación territorial de Canal Sur en Granada y en esos años se contó como pregoneros taurinos a destacados diestros de Granada como Miguel Montenegro, Rafael Mariscal, Enrique Vélez, Santiago López o Enrique Bernedo Bojilla.

## Lista de pregoneros de la Feria taurina del Corpus (2005-2020)
| Edición | Fecha                            | Pregonero                                                                                          | Profesión                                     | Lugar de la celebración | Ref.   |
| ------- | -------------------------------- | -------------------------------------------------------------------------------------------------- | --------------------------------------------- | ----------------------- | ------ |
| I       | 19 de mayo de 2005               | José Enrique Moreno                                                                                | Crítico taurino                               | Ayuntamiento de Granada | [ 2 ]  |
| II      | 9 de junio de 2006               | José Antonio del Moral                                                                             | Crítico taurino                               | Ayuntamiento de Granada | [ 3 ]  |
| III     |                                  | José Luis Pérez-Serrabona González                                                                 | Profesor de la Universidad de Granada         | Ayuntamiento de Granada |        |
| IV      | 16 de mayo de 2008               | Juan Ramón Romero                                                                                  | Crítico taurino                               | Ayuntamiento de Granada | [ 4 ]  |
| V       | 5 de junio de 2009               | José Sánchez Ortiz                                                                                 | Cirujano jefe de la Plaza de toros de Granada | Ayuntamiento de Granada | [ 5 ]  |
| VI      | 28 de mayo de 2010               | María Dolores Martínez Baca                                                                        | Crítico taurino                               | Ayuntamiento de Granada | [ 6 ]  |
| VII     | 20 de junio de 2011 (Suspendido) | Carlos Núñez Dujat-des-Allymes                                                                     | Ganadero de toros bravos                      | Ayuntamiento de Granada | [ 7 ]  |
| VIII    | 1 de junio de 2012               | Carlos Núñez Dujat-des-Allymes                                                                     | Ganadero de toros bravos                      | Ayuntamiento de Granada | [ 8 ]  |
| IX      | 24 de mayo de 2013               | Andrés Cárdenas Muñoz                                                                              | Escritor                                      | Ayuntamiento de Granada | [ 9 ]  |
| X       | 13 de junio de 2014              | Encarna Ximénez de Cisneros                                                                        | Periodista                                    | Ayuntamiento de Granada | [ 10 ] |
| XI      | 28 de mayo de 2015               | Rafael Lentisco José María González Molero Juan Ortiz Ramón Pérez Fermín Rodríguez Pepe Villoslada | Periodistas gráficos                          | Ayuntamiento de Granada | [ 11 ] |
| XII     | 20 de mayo de 2016               | Sebastián Palomo Linares                                                                           | Matador de toros                              | Ayuntamiento de Granada | [ 12 ] |
| XIII    | 10 de junio de 2017              | Ana Belén Álvarez Abuín                                                                            | Presidenta de la Plaza de toros de Granada    | Ayuntamiento de Granada | [ 13 ] |
| XIV     | 24 de mayo de 2018               | Juan Belmonte Luque                                                                                | Crítico taurino                               | Ayuntamiento de Granada | [ 14 ] |
| XV      | 14 de junio de 2019              | Luis Miguel Parrado                                                                                | Crítico taurino                               | Ayuntamiento de Granada | [ 15 ] |
| XVI     | 17 de junio de 2020 (Suspendido) | -                                                                                                  | -                                             | -                       | [ 16 ] |